# 千年的铁树开了花
《千年的铁树开了花》是一首创作于1971年的花腔女高音独唱歌曲，由王倬作词，尚德义作曲。作品简谱收录于同年人民文学出版社出版的《战地新歌》。1973年，由时任中央乐团独唱演员兼教员孙家馨演唱，于中央人民广播电台录制播出。作品取材于文化大革命期间流传的聋哑人在针灸治疗下康复的事迹，借鉴了西洋声乐的花腔技巧，表现聋哑人对毛泽东的感恩之情。

## 改编
阿克俭将歌曲《千年的铁树开了花》改编为同名小提琴独奏曲，由潘寅林演奏。1976年，随另外五首乐曲收入同名专辑《千年的铁树开了花》，由中国唱片发行。